# I Liceum Ogólnokształcące im. Stefana Żeromskiego w Zawierciu
I Liceum Ogólnokształcące im. Stefana Żeromskiego w Zawierciu – publiczne liceum ogólnokształcące, znajdujące się w Zawierciu, przy ul. Wojska Polskiego 55.

## Historia
1 września 1933 roku otwarto pierwszy oddział czteroklasowego Państwowego Gimnazjum koedukacyjnego przy Państwowym Seminarium Nauczycielskim Żeńskim im. A. Osuchowskiego w Zawierciu. 11 listopada 1934 roku szkołę przeniesiono do nowego budynku przy ul. Parkowej. Początkowo mieściły się w nim 3 klasy gimnazjalne oraz 2 klasy Seminarium Nauczycielskiego (które to seminarium zlikwidowano w 1936 roku). W tym samym roku przekazano budynek szkolny wraz z całym wyposażeniem Państwowemu Gimnazjum Koedukacyjnemu. Pierwsi absolwenci opuścili szkołę w 1937 roku, po zdaniu „małej matury”. W roku szkolnym 1937/1938 decyzją władz oświatowych otwarto dwuletnie Państwowe Liceum Koedukacyjne. Po dwóch latach nauki w liceum w czerwcu 1939 roku uczniowie przystąpili do egzaminu maturalnego.
Wybuch II wojny światowej opóźnił rozpoczęcie nowego roku szkolnego. Niemcy wkroczyli do Zawiercia 4 września 1939 roku. W budynku szkoły początkowo miała swoją siedzibę niemiecka komendantura wojskowa, a następnie szkoła średnia dla młodzieży pochodzenia niemieckiego (Deutsche Staatliche Gimnasium). W lutym 1945 roku otwarto wszystkie zawierciańskie szkoły średnie, w tym Państwowe Gimnazjum i Liceum Koedukacyjne. W budynku szkoły do końca marca 1946 roku znajdował się szpital dla Armii Czerwonej, w związku z czym zajęcia odbywały się w niewielkim baraku przy ul. Hanki Sawickiej. W pierwszych latach po wojnie na terenie szkoły działały organizacje młodzieżowe (m.in. spółdzielnia uczniowska, 89. Drużyna Harcerska im. Lisa-Kuli, PCK, TPŻ, LM, ZWM, TPPR, ZMP, ZMS). 1 września 1948 roku połączono Gimnazjum i Liceum ze Szkołą Podstawową nr 2, tworząc Szkołę Ogólnokształcącą Męską Stopnia Podstawowego i Licealnego z siedzibą w budynku Szkoły Podstawowej nr 2 przy ul. Niedziałkowskiego.
W marcu 1951 roku szkołę przeniesiono do nowego budynku przy ul. Wojska Polskiego, dzieliła ona budynek ze Szkołą Podstawową nr 3. Używano nazwy Szkoła Ogólnokształcąca Męska Stopnia Licealnego. Od 27 czerwca 1955 roku nauka w szkole trwała jedenaście lat. Połączono Szkołę Podstawową nr 3 i Liceum, ale w roku szkolnym 1958/1959 decyzją władz oświatowych odłączono liceum od szkoły podstawowej, a nowa nazwa liceum brzmiała: I Liceum Ogólnokształcące w Zawierciu.
15 listopada 1958 roku odbyło się uroczyste nadanie szkole imienia Stefana Żeromskiego. 1 września 1978 roku decyzją Kuratorium Oświaty i Wychowania utworzono Zespół Szkół Ogólnokształcących, w skład którego weszły I Liceum Ogólnokształcące im. Stefana Żeromskiego i Liceum Ogólnokształcące dla Pracujących. W 1983 roku szkoła obchodziła jubileusz 50-lecia, z tej okazji otwarto Szkolną Izbę Tradycji, a Komitet Rodzicielski ufundował sztandar szkolny.
W 2007 roku wybudowano przy szkole nowoczesną halę sportową.

## Dyrektorzy
- 1933–1939 – Henryka Jakliczowa
- 1945–1947 – Antoni Bieżanek
- 1947–1948 – dr Maria Gałyńska
- 1948–1950 – Stanisław Rączka
- 1950–1975 – Stefan Kluz
- 1975–1991 – Piotr Grzyb
- 1991–1996 – Krystian Łojewski
- 1996–2012 – dr Lech Młodziński
- 2012–2022 – Bożena Bańska
- od 2022 – dr Katarzyna Węcel-Ptaś